# 360 km Sandown Parka 1988
360 km Sandown Parka 1988 je bila enajsta in zadnja dirka Svetovnega prvenstva športnih dirkalnikov v sezoni 1988. Odvijala se je 20. novembra 1988 na dirkališču Sandown Park.

## Rezultati
| Poz    | Razred | Št  | Moštvo                                | Dirkači                                  | Šasija                             | Gume | Krogi |
| Poz    | Razred | Št  | Moštvo                                | Dirkači                                  | Motor                              | Gume | Krogi |
| ------ | ------ | --- | ------------------------------------- | ---------------------------------------- | ---------------------------------- | ---- | ----- |
| 1      | C1     | 61  | Team Sauber Mercedes                  | Jean-Louis Schlesser Jochen Mass         | Sauber C9                          | M    | 93    |
| 1      | C1     | 61  | Team Sauber Mercedes                  | Jean-Louis Schlesser Jochen Mass         | Mercedes-Benz M117 5.0L Turbo V8   | M    | 93    |
| 2      | C1     | 62  | Team Sauber Mercedes                  | Mauro Baldi Stefan Johansson             | Sauber C9                          | M    | 93    |
| 2      | C1     | 62  | Team Sauber Mercedes                  | Mauro Baldi Stefan Johansson             | Mercedes-Benz M117 5.0L Turbo V8   | M    | 93    |
| 3      | C1     | 1   | Silk Cut Jaguar Tom Walkinshaw Racing | Martin Brundle Eddie Cheever             | Jaguar XJR-9                       | D    | 93    |
| 3      | C1     | 1   | Silk Cut Jaguar Tom Walkinshaw Racing | Martin Brundle Eddie Cheever             | Jaguar 7.0L V12                    | D    | 93    |
| 4      | C1     | 2   | Silk Cut Jaguar Tom Walkinshaw Racing | Jan Lammers Johnny Dumfries              | Jaguar XJR-9                       | D    | 92    |
| 4      | C1     | 2   | Silk Cut Jaguar Tom Walkinshaw Racing | Jan Lammers Johnny Dumfries              | Jaguar 7.0L V12                    | D    | 92    |
| 5      | C2     | 111 | Spice Engineering                     | Ray Bellm Gordon Spice                   | Spice SE88C                        | G    | 88    |
| 5      | C2     | 111 | Spice Engineering                     | Ray Bellm Gordon Spice                   | Ford Cosworth DFL 3.3L V8          | G    | 88    |
| 6      | C1     | 20  | Team Davey                            | Neil Crang Tim Lee-Davey                 | Porsche 962C                       | D    | 88    |
| 6      | C1     | 20  | Team Davey                            | Neil Crang Tim Lee-Davey                 | Porsche Type-935 3.0L Turbo Flat-6 | D    | 88    |
| 7      | C2     | 115 | ADA Engineering                       | Arthur Abrahams John Smith               | ADA 03                             | G    | 88    |
| 7      | C2     | 115 | ADA Engineering                       | Arthur Abrahams John Smith               | Ford Cosworth DFL 3.3L V8          | G    | 88    |
| 8      | C2     | 109 | Kelmar Racing                         | Ranieri Randaccio Stefano Sebastiani     | Tiga GC288                         | A    | 84    |
| 8      | C2     | 109 | Kelmar Racing                         | Ranieri Randaccio Stefano Sebastiani     | Ford Cosworth DFL 3.3L V8          | A    | 84    |
| 9      | C2     | 127 | Chamberlain Engineering               | Andrew Miedecke Nick Adams               | Spice SE86C                        | A    | 82    |
| 9      | C2     | 127 | Chamberlain Engineering               | Andrew Miedecke Nick Adams               | Hart 418T 1.8L Turbo I4            | A    | 82    |
| 10     | C2     | 183 | Walter Maurer Racing                  | Helmut Gall Walter Maurer                | Maurer Lotec C87                   | ?    | 77    |
| 10     | C2     | 183 | Walter Maurer Racing                  | Helmut Gall Walter Maurer                | BMW 2.0L Turbo I4                  | ?    | 77    |
| 11     | C2     | 178 | Automobiles Louis Descartes           | Michel Lateste Louis Descartes           | ALD 04                             | A    | 76    |
| 11     | C2     | 178 | Automobiles Louis Descartes           | Michel Lateste Louis Descartes           | BMW M80 3.5L I6                    | A    | 76    |
| 12 NC  | C2     | 198 | Roy Baker Racing                      | Michael Hall John Bartlett               | Tiga GC286                         | D    | 56    |
| 12 NC  | C2     | 198 | Roy Baker Racing                      | Michael Hall John Bartlett               | Ford Cosworth DFL 3.3L V8          | D    | 56    |
| 13 NC  | C2     | 103 | Spice Engineering                     | Eliseo Salazar Thorkild Thyrring         | Spice SE88C                        | G    | 54    |
| 13 NC  | C2     | 103 | Spice Engineering                     | Eliseo Salazar Thorkild Thyrring         | Ford Cosworth DFL 3.3L V8          | G    | 54    |
| 14 DNF | C2     | 121 | Cosmik GP Motorsport                  | Philippe de Henning Costas Los           | Spice SE87C                        | G    | 87    |
| 14 DNF | C2     | 121 | Cosmik GP Motorsport                  | Philippe de Henning Costas Los           | Ford Cosworth DFL 3.3L V8          | G    | 87    |
| 15 DNF | C2     | 124 | MT Sport Racing                       | Jean Messaoudi Pierre-Francois Rousselot | Argo JM19C                         | A    | 77    |
| 15 DNF | C2     | 124 | MT Sport Racing                       | Jean Messaoudi Pierre-Francois Rousselot | Ford Cosworth DFL 3.3L V8          | A    | 77    |
| 16 DNF | C1     | 40  | Swiss Team Salamin                    | Giovanni Lavaggi Antoine Salamin         | Porsche 962C                       | G    | 41    |
| 16 DNF | C1     | 40  | Swiss Team Salamin                    | Giovanni Lavaggi Antoine Salamin         | Porsche Type-935 3.0L Turbo Flat-6 | G    | 41    |
| 17 DNF | C2     | 107 | Chamberlain Engineering               | Claude Ballot-Léna Jean-Louis Ricci      | Spice SE88C                        | A    | 14    |
| 17 DNF | C2     | 107 | Chamberlain Engineering               | Claude Ballot-Léna Jean-Louis Ricci      | Ford Cosworth DFL 3.3L V8          | A    | 14    |
| DSQ    | C1     | 26  | Bernie van Elsen                      | John Bowe Dick Johnson                   | Veskanda                           | ?    | 87    |
| DSQ    | C1     | 26  | Bernie van Elsen                      | John Bowe Dick Johnson                   | Chevrolet 6.0L V8                  | ?    | 87    |

## Statistika
- Najhitrejši krog - #61 Team Sauber Mercedes - 1:33.580
- Povprečna hitrost - 144.355 km/h